# Distretto di Hualgayoc
Il distretto di Hualgayoc è uno dei tre distretti della provincia di Hualgayoc, in Perù. Si trova nella regione di Cajamarca e si estende su una superficie di 226,17 chilometri quadrati.

Ha per capitale la città di Hualgayoc e contava 15.803 abitanti al censimento 2005.